# Mistrzostwa Świata w Piłce Nożnej 2018 (eliminacje strefy UEFA)/Grupa 3
W Grupie C eliminacji do MŚ 2018 wzięły udział następujące zespoły:
- Niemcy
- Czechy
- Irlandia Północna
- Norwegia
- Azerbejdżan
- San Marino

## Tabela
| Zespół            | Pkt | M  | W  | R | P  | Br+ | Br− | +/− |
| ----------------- | --- | -- | -- | - | -- | --- | --- | --- |
| Niemcy            | 30  | 10 | 10 | 0 | 0  | 43  | 4   | +39 |
| Irlandia Północna | 19  | 10 | 6  | 1 | 3  | 17  | 6   | +11 |
| Czechy            | 15  | 10 | 4  | 3 | 3  | 17  | 10  | +7  |
| Norwegia          | 13  | 10 | 4  | 1 | 5  | 17  | 16  | +1  |
| Azerbejdżan       | 10  | 10 | 3  | 1 | 6  | 10  | 19  | -9  |
| San Marino        | 0   | 10 | 0  | 0 | 10 | 2   | 51  | -49 |

|                   | Niemcy | Czechy | Irlandia Północna | Norwegia | Azerbejdżan | San Marino |
| ----------------- | ------ | ------ | ----------------- | -------- | ----------- | ---------- |
| Niemcy            | X      | 3:0    | 2:0               | 6:0      | 5:1         | 7:0        |
| Czechy            | 1:2    | X      | 0:0               | 2:1      | 0:0         | 5:0        |
| Irlandia Północna | 1:3    | 2:0    | X                 | 2:0      | 4:0         | 4:0        |
| Norwegia          | 0:3    | 1:1    | 1:0               | X        | 2:0         | 4:1        |
| Azerbejdżan       | 1:4    | 1:2    | 0:1               | 1:0      | X           | 5:1        |
| San Marino        | 0:8    | 0:6    | 0:3               | 0:8      | 0:1         | X          |

## Wyniki[1]
| 4 września 2016 18:00 CEST | San Marino | 0:1(0:1)Raport | Azerbejdżan · 45' Gurbanov | Stadion Olimpijski, Serravalle Widzów: 886 Sędzia: Sébastien Delferiere |
|                            |            |                |                            |                                                                         |

| 4 września 2016 20:45 CEST | Czechy | 0:0(0:0)Raport | Irlandia Północna | Generali Arena, Praga Widzów: 10 731 Sędzia: Anastasios Sidiropulos |
|                            |        |                |                   |                                                                     |

| 4 września 2016 20:45 CEST | Norwegia | 0:3(0:2)Raport | Niemcy · 15', 60' Müller · 45' Kimmich | Ullevaal Stadion, Oslo Widzów: 26 793 Sędzia: William Collum |
|                            |          |                |                                        |                                                              |

| 8 października 2016 18:00 CEST | Azerbejdżan · Medvedev 11' | 1:0(1:0)Raport | Norwegia | Stadion Olimpijski, Baku Widzów: 35 000 Sędzia: Liran Liany |
|                                |                            |                |          |                                                             |

| 8 października 2016 20:45 CEST | Niemcy · Müller 13', 65' · Kroos 49' | 3:0(1:0)Raport | Czechy | Volksparkstadion, Hamburg Widzów: 51 299 Sędzia: Ovidiu Hațegan |
|                                |                                      |                |        |                                                                 |

| 8 października 2016 20:45 CEST | Irlandia Północna · Davis 26' (k) · Lafferty 79', 90+4' · Ward 85' | 4:0(1:0)Raport | San Marino | Windsor Park, Belfast Widzów: 18 234 Sędzia: István Kovács |
|                                |                                                                    |                |            |                                                            |

| 11 października 2016 20:45 CEST | Czechy | 0:0(0:0)Raport | Azerbejdżan | Stadion Miejski, Ostrawa Widzów: 12 148 Sędzia: Matej Jug |
|                                 |        |                |             |                                                           |

| 11 października 2016 20:45 CEST | Niemcy · Draxler 13' · Khedira 17' | 2:0(2:0)Raport | Irlandia Północna | Niedersachsenstadion, Hanower Widzów: 42 132 Sędzia: Paolo Tagliavento |
|                                 |                                    |                |                   |                                                                        |

| 11 października 2016 20:45 CEST | Norwegia · Simoncini 12' (sam.) · Diomandé 77' · Samuelsen 82' · King 83' | 4:1(1:0)Raport | San Marino · 54' Stefanelli | Ullevaal Stadion, Oslo Widzów: 8214 Sędzia: Benoît Bastien |
|                                 |                                                                           |                |                             |                                                            |

| 11 listopada 2016 20:45 CET | Czechy · Krmenčík 11' · Zmrhal 47' | 2:1(1:0)Raport | Norwegia · 87' King | Eden Arena, Praga Widzów: 16 411 Sędzia: Bas Nijhuis |
|                             |                                    |                |                     |                                                      |

| 11 listopada 2016 20:45 CET | Irlandia Północna · Lafferty 27' · McAuley 40' · McLaughlin 66' · Brunt 83' | 4:0(2:0)Raport | Azerbejdżan | Windsor Park, Belfast Widzów: 18 404 Sędzia: Clément Turpin |
|                             |                                                                             |                |             |                                                             |

| 11 listopada 2016 20:45 CET | San Marino | 0:8(0:3)Raport | Niemcy · 7' Khedira · 9', 58', 76' Gnabry · 32', 65' Hector · 82' (sam.) Stefanelli · 85' Volland | Stadion Olimpijski, Serravalle Widzów: 3851 Sędzia: Artiom Kuczin |
|                             |            |                |                                                                                                   |                                                                   |

| 26 marca 2017 18:00 CEST | Azerbejdżan · Nazarov 31' | 1:4(1:3)Raport | Niemcy · 19', 81' Schürrle · 36' Müller · 45' Gómez | Stadion Republikański im. Tofiqa Bəhramova, Baku Widzów: 30 000 Sędzia: Daniele Orsato |
|                          |                           |                |                                                     |                                                                                        |

| 26 marca 2017 18:00 CEST | San Marino | 0:6(0:5)Raport | Czechy · 17', 24' Barák · 19', 77' (k) Darida · 26' Gebre Selassie · 43' Krmenčík | Stadion Olimpijski, Serravalle Widzów: 1023 Sędzia: Kristo Tohver |
|                          |            |                |                                                                                   |                                                                   |

| 26 marca 2017 20:45 CEST | Irlandia Północna · Ward 2' · Washington 33' | 2:0(2:0)Raport | Norwegia | Windsor Park, Belfast Widzów: 18 161 Sędzia: Hüseyin Göçek |
|                          |                                              |                |          |                                                            |

| 10 czerwca 2017 18:00 CEST | Azerbejdżan | 0:1(0:0)Raport | Irlandia Północna · 90+2' Dallas | Stadion Republikański im. Tofiqa Bəhramova, Baku Widzów: 27 978 Sędzia: Xavier Estrada Fernández |
|                            |             |                |                                  |                                                                                                  |

| 10 czerwca 2017 20:45 CEST | Niemcy · Draxler 11' · Wagner 16', 29', 85' · Younes 38' · Mustafi 47' · Brandt 72' | 7:0(4:0)Raport | San Marino | Grundig Stadion, Norymberga Widzów: 32 467 Sędzia: Radu Petrescu |
|                            |                                                                                     |                |            |                                                                  |

| 10 czerwca 2017 20:45 CEST | Norwegia · Søderlund 55' (k) | 1:1(0:1)Raport | Czechy · 36' Gebre Selassie | Ullevaal Stadion, Oslo Widzów: 12 179 Sędzia: Andre Marriner |
|                            |                              |                |                             |                                                              |

| 1 września 2017 20:45 CEST | Czechy · Darida 78' | 1:2(0:1)Raport | Niemcy · 4' Werner · 88' Hummels | Eden Arena, Praga Widzów: 18 093 Sędzia: Siergiej Karasiow |
|                            |                     |                |                                  |                                                            |

| 1 września 2017 20:45 CEST | Norwegia · King 32' (k) · Sadıqov 60' (sam.) | 2:0(1:0)Raport | Azerbejdżan | Ullevaal Stadion, Oslo Widzów: 8599 Sędzia: Daniel Stefański |
|                            |                                              |                |             |                                                              |

| 1 września 2017 20:45 CEST | San Marino | 0:3(0:0)Raport | Irlandia Północna · 71', 75' Magennis · 78' (k) Davis | Stadion Olimpijski, Serravalle Widzów: 2544 Sędzia: Enea Jorgji |
|                            |            |                |                                                       |                                                                 |

| 4 września 2017 18:00 CEST | Azerbejdżan · İsmayılov 20', 57' · Abdullayev 25' · Cevoli 71' (sam.) · Sadıqov 81' | 5:1(2:0)Raport | San Marino · 74' Palazzi | Bakcell Arena, Baku Widzów: 8000 Sędzia: Nikola Dabanović |
|                            |                                                                                     |                |                          |                                                           |

| 4 września 2017 20:45 CEST | Niemcy · Özil 10' · Draxler 17' · Werner 21', 40' · Goretzka 50' · Gómez 79' | 6:0(4:0)Raport | Norwegia | Mercedes-Benz Arena, Stuttgart Widzów: 53 814 Sędzia: Gediminas Mažeika |
|                            |                                                                              |                |          |                                                                         |

| 4 września 2017 20:45 CEST | Irlandia Północna · Evans 28' · Brunt 41' | 2:0(2:0)Raport | Czechy | Windsor Park, Belfast Widzów: 18 167 Sędzia: Daniele Orsato |
|                            |                                           |                |        |                                                             |

| 5 października 2017 18:00 CEST | Azerbejdżan · İsmayılov 55' (k) | 1:2(0:1)Raport | Czechy · 35' Kopic · 66' Barák | Stadion Olimpijski, Baku Widzów: 16 200 Sędzia: Benoît Millot |
|                                |                                 |                |                                |                                                               |

| 5 października 2017 20:45 CEST | Irlandia Północna · Magennis 90+3' | 1:3(0:2)Raport | Niemcy · 2' Rudy · 21' Wagner · 86' Kimmich | Windsor Park, Belfast Widzów: 18 104 Sędzia: Danny Makkelie |
|                                |                                    |                |                                             |                                                             |

| 5 października 2017 20:45 CEST | San Marino | 0:8(0:4)Raport | Norwegia · 8' Henriksen · 14' (k), 17' King · 39', 48', 68' Elyounoussi · 58' Selnæs · 86' Linnes | Stadion Olimpijski, Serravalle Widzów: 1922 Sędzia: Andrew Dallas |
|                                |            |                |                                                                                                   |                                                                   |

| 8 października 2017 20:45 CEST | Czechy · Krmenčík 8', 23' · Kopic 27' · Novák 71' · Kadlec 83' | 5:0(3:0)Raport | San Marino | Doosan Arena, Pilzno Widzów: 5625 Sędzia: Alex Troleis |
|                                |                                                                |                |            |                                                        |

| 8 października 2017 20:45 CEST | Niemcy · Goretzka 8', 66' · Wagner 54' · Rüdiger 64' · Can 81' | 5:1(1:1)Raport | Azerbejdżan · 34' Şeydayev | Fritz-Walter-Stadion, Kaiserslautern Widzów: 34 613 Sędzia: Andris Trejmanis |
|                                |                                                                |                |                            |                                                                              |

| 8 października 2017 20:45 CEST | Norwegia · Brunt 71' (sam.) | 1:0(0:0)Raport | Irlandia Północna | Ullevaal Stadion, Oslo Widzów: 10 244 Sędzia: Serhij Bojko |
|                                |                             |                |                   |                                                            |

## Strzelcy
106 bramek w 30 meczach (3,53 bramek na mecz).

### 5 goli
- Thomas Müller
- Sandro Wagner
- Joshua King

### 4 gole
- Michal Krmenčík

### 3 gole
- Əfran İsmayılov
- Antonín Barák
- Vladimír Darida
- Kyle Lafferty
- Josh Magennis
- Julian Draxler
- Serge Gnabry
- Leon Goretzka
- Timo Werner
- Mohamed Elyounoussi

### 2 gole
- Theodor Gebre Selassie
- Jan Kopic
- Chris Brunt
- Steven Davis
- Jamie Ward
- Mario Gómez
- Jonas Hector
- Sami Khedira
- Joshua Kimmich
- André Schürrle

### 1 gol
- Araz Abdullayev
- Ruslan Gurbanov
- Maksim Medvedev
- Dimitrij Nazarov
- Rəşad Sadıqov
- Ramil Şeydayev
- Václav Kadlec
- Filip Novák
- Jaromír Zmrhal
- Stuart Dallas
- Jonny Evans
- Gareth McAuley
- Conor McLaughlin
- Conor Washington
- Adama Diomandé
- Markus Henriksen
- Martin Linnes
- Martin Samuelsen
- Ole Selnæs
- Alexander Søderlund
- Julian Brandt
- Emre Can
- Mats Hummels
- Toni Kroos
- Shkodran Mustafi
- Mesut Özil
- Antonio Rüdiger
- Sebastian Rudy
- Kevin Volland
- Amin Younes
- Mirko Palazzi
- Mattia Stefanelli

### Bramki samobójcze
- Rəşad Sadıqov (dla  Norwegii)
- Chris Brunt (dla  Norwegii)
- Michele Cevoli (dla  Azerbejdżanu)
- Davide Simoncini (dla  Norwegii)
- Mattia Stefanelli (dla  Niemiec)